# John Aylesworth
John Aylesworth est un scénariste, producteur et acteur canadien né le 18 août 1928 à Toronto (Canada), décédé le 28 juillet 2010 à Rancho Mirage (Californie), d'une pneumonie et d'une fibrose pulmonaire,.

## Filmographie

### comme scénariste
- 1981 : The Nashville Palace (série télévisée)
- 1965 : Frank Sinatra: A Man and His Music (en) (TV)
- 1968 : Monte Carlo: C'est La Rose
- 1969 : Wake Me When the War Is Over (TV)
- 1970 : Swing Out, Sweet Land (en) (TV)
- 1974 : Julie and Jackie: How Sweet It Is (TV)
- 1977 : Olde English Christmas (TV)
- 1978 : Dorothy Hamill Presents Winners (TV)
- 1981 : Wendy Hooper, U.S. Army (TV)

### comme producteur
- 1967 : The Jonathan Winters Show (série télévisée)
- 1969 : Hee Haw (série télévisée)
- 1974 : The Harlem Globetrotters Popcorn Machine (série télévisée)
- 1975 : Keep on Truckin' (série télévisée)
- 1976 : The Sonny and Cher Show (série télévisée)
- 1977 : Shields and Yarnell (série télévisée)
- 1978 : Hee Haw Honeys (série télévisée)

### comme acteur
- 1953 : After Hours (série télévisée) : Regular
- 1954 : On Stage (série télévisée) : Regular
- 1967 : The Jonathan Winters Show (série télévisée) : Announcer (1967-1969)
- 1974 : The Harlem Globetrotters Popcorn Machine (série télévisée) : Announcer
- 1980 : The Big Show (série télévisée) : Announcer
- 1981 : The Nashville Palace (série télévisée) : Announcer
- 1996 : Adrienne Clarkson Presents: A Tribute to Peppiatt and Aylesworth